# Julio Sanjuán
Julio Pedro Celestial Antonio Sanjuán Cañete, más conocido como Julio Sanjuán (Ferrol, 19 de mayo de 1883 - Madrid, 1 de diciembre de 1967), fue un actor español.

## Biografía
Nació en 1883 en la calle Dolores nº 31 de Ferrol, siendo hijo de Edmundo Sanjuán Armesto y de María Dolores Cañete Seoane. Su primera actuación en el cine la hizo con la película Morena Clara rodada con Imperio Argentina y Manuel Ligero, bajo la dirección de Florián Rey. 
Una de sus últimas interpretaciones de su vida escénica la realizó con la compañía de Alberto Closas, en el teatro de la calle del Príncipe con la obra “La muchachita de Valladolid”.
Falleció en Madrid a los 84 años, el día 1 de diciembre de 1967. Julio Sanjuán no tuvo descendencia y dejó su herencia al hijo del portero de su casa, en Madrid, con el cual dijo haberse encariñado mucho.

## Filmografía
- Morena Clara (1936)
- Luna de sangre (1944)
- Niebla y sol (1951)
- El mensaje (1954)
- Mi tío Jacinto (1956)
- El malvado Caravel (1956)
- Faustina (1957)
- The Teacher and the Miracle (1957)
- El inquilino (1958)
- La vida por delante (1958)
- Salto a la gloria (1959)
- Un rayo de luz (1960)
- Ha llegado un ángel (1961)
- Canción de juventud (1962)
- Historia de una noche (1962)